# Bahnhof Gladenbach
Der Bahnhof Gladenbach war ein Durchgangsbahnhof in Gladenbach im Hessischen Hinterland und lag am Streckenkilometer 10,8 der Aar-Salzböde-Bahn. Er wurde am 12. Mai 1894 mit dem Streckenabschnitt Niederwalgern–Weidenhausen in Betrieb genommen. Der reguläre Verkehr auf der Strecke wurde 1995 eingestellt, 2006 wurde die Strecke endgültig stillgelegt und die Gleisanlagen demontiert. Der Bahnhof Gladenbach war Betriebsmittelpunkt der Aar-Salzböde-Bahn.

## Geschichte
Der Bahnhof Gladenbach wurde am 12. Mai 1894 mit dem ersten Teilstück der Aar-Salzböde-Bahn von Niederwalgern bis nach Weidenhausen in Betrieb genommen.
Im Rahmen einer „Hinterlandbahn“ von Wetzlar nach Biedenkopf war geplant, den Gladenbacher Bahnhof zum Kreuzungspunkt auszubauen. Darüber hinaus sollte die Stadt einen Haltepunkt „Gladenbach Nord“ erhalten. Aus Kriegsgründen wurden diese Planungen aber nie realisiert.
Am 1. Januar 1992 wurde der Güterverkehr, am 27. Mai 1995 auch der Personenverkehr auf dem Abschnitt Niederwalgern–Hartenrod eingestellt. Im November 2006 wurde die gesamte Strecke stillgelegt und nach und nach abgebaut.
Seit 2018 läuft wieder eine Diskussion über eine Reaktivierung für den Streckenabschnitt Niederwalgern–Hartenrod, der auch den Bahnhof Gladenbach umfassen würde (siehe Aar-Salzböde-Bahn#Mögliche Reaktivierung). Eine Vorstudie sieht vor den städtischen Busbahnhof zum Bahnhof zu verlegen, um einen Verknüpfungspunkt mit der Bahn zu schaffen.

## Bahnanlagen

### Empfangsgebäude
Als größter Unterwegsbahnhof besaß der Bahnhof auch ein stattliches Empfangsgebäude mit auf der Westseite angebautem Güterschuppen. In dem diesem gegenüberliegenden Flügel des Gebäudes befand sich eine Bahnhofsgaststätte, die bis in das Jahr 1984 betrieben wurde. Danach gelang eine erneute Verpachtung nicht mehr. Das Gebäude wurde nach der Einstellung des Gesamtverkehrs im Jahr 1995 noch bis in das Jahr 1998 genutzt, seitdem steht es leer. Die Stadt Gladenbach erwarb das Gebäude und das Bahnhofsareal im Jahr 2012 für 285.000 Euro. Im Jahr 2020 gibt es Überlegungen, in dem Gebäude mit dem umliegenden Grundstück eine Kinderbetreuung einzurichten. Das Empfangsgebäude mit der Adresse Bahnhofstraße 77 steht unter Denkmalschutz.

### Lokschuppen

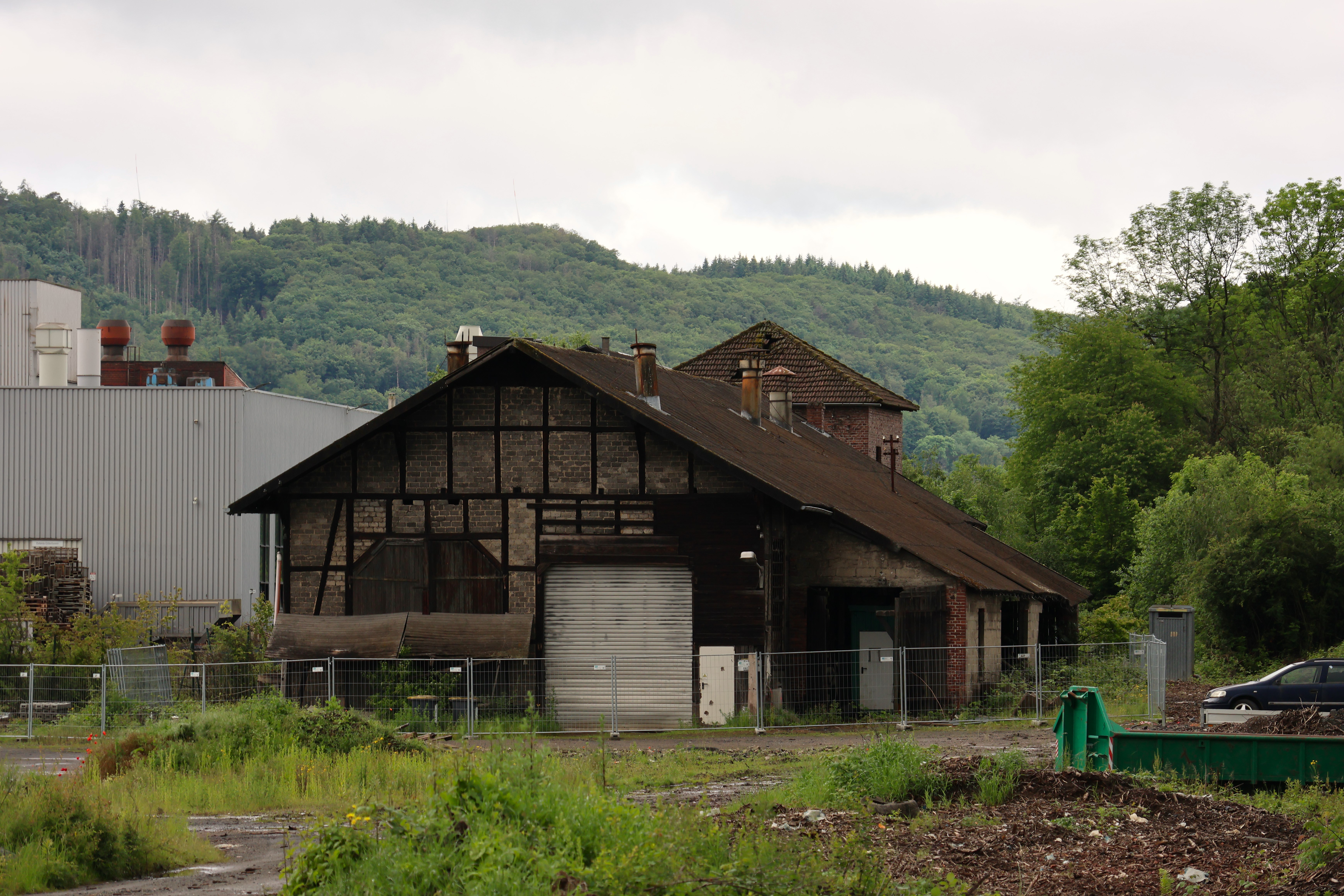
Der Lokschuppen im Jahr 2024.

Der Bahnhof Gladenbach besaß einen Lokschuppen mit zwei Schuppengleisen. Dieser war noch in den 1950er Jahren als Lokomotivbahnhof eine Außenstelle des Bahnbetriebswerks Dillenburg. Eingesetzt wurden von dort aus Lokomotiven der Baureihen 50, 55 sowie täglich bis zu sechs Lokomotiven der Baureihe 93, wobei vier bis fünf Lokomotiven dieser drei Baureihen dem Lokbahnhof Gladenbach zugeordnet waren. Ab dem Fahrplanjahr 1956 kamen im Personenverkehr auch Schienenbusse des Bahnbetriebswerks Gießen zum Einsatz. Die Auflösung der Außenstelle des Bw Dillenburg erfolgte zum 8. November 1971.
Seit vielen Jahren gehört der Lokschuppen einem privaten Unternehmen.

### Gleise
Der Bahnhof Gladenbach besaß in seinen Anfangsjahren fünf Gleise, im größten Ausbauzustand weisen die Pläne neun Gleise und 15 Weichen auf, von denen sechs von dem im Vorbau des Empfangsgebäudes untergebrachten Stellwerk Gf (Bauart AEG, Baujahr 1913) bedient wurden. Die Gleise 1 bis 3 waren Bahnsteiggleise und besaßen Bahnsteige mit einer Länge von 74 m (Gleis 1 am Empfangsgebäude) bzw. jeweils 200 m (Gleise 2 und 3). Gleis 4 war ein beidseitig angebundenes Abstellgleis auf der südlichen Seite. Auf der nördlichen Seite lagen westlich des Empfangsgebäudes die Gleise 5 (Aufstellgleis) und 6 (Ladegleis mit 134 m Nutzlänge an der 122 m langen Ladestraße). Die Gleise 7 und 8 waren die Schuppengleise, Gleis 9 umfuhr den Lokschuppen nördlich, an ihm lagen der Kohlebansen und weitere Lagerplätze; seitdem in den 1970er-Jahren die Anbindung der Gleise 6 und 9 verändert wurde, diente es als Ausziehgleis, über das das Ladegleis 6 angefahren werden musste.
In den letzten Betriebsjahren zu Beginn der 1990er Jahre wurde die Zahl der befahrbaren Gleise durch Weichenrückbauten auf drei reduziert, davon waren nur noch zwei Bahnsteiggleise (für Zugkreuzungen), das dritte Gleis (das ehemalige Gleis 4) wurde verkürzt und diente als Abstellgleis für übernachtende Zuggarnituren.

## Lage und Verkehrsanbindung
Vor dem Bahnhof befand sich die Bushaltestelle Gladenbach Bahnhof, die jedoch nur selten angefahren wurde. Insbesondere einzelne Verbindungen der Bus-Kursbuchstrecke 5345 endeten und begannen hier, die Busse übernachteten im ehemaligen Lokschuppen. Eine Verknüpfung zwischen Bahn- und Busverkehr hat es am Gladenbacher Bahnhof zu keiner Zeit gegeben. (Die Haltestelle Gladenbach Busbahnhof liegt in der Stadtmitte, etwa 1,7 km vom Bahnhof entfernt.)
Im Bereich der Stadt Gladenbach liegt der Bahnhof am südlichen Stadtrand am Ende der Bahnhofstraße. Etwa 300 m weiter westlich in Fahrtrichtung Herborn befand sich ein Gleisanschluss der Aurorahütte.

## Bedienungsangebot

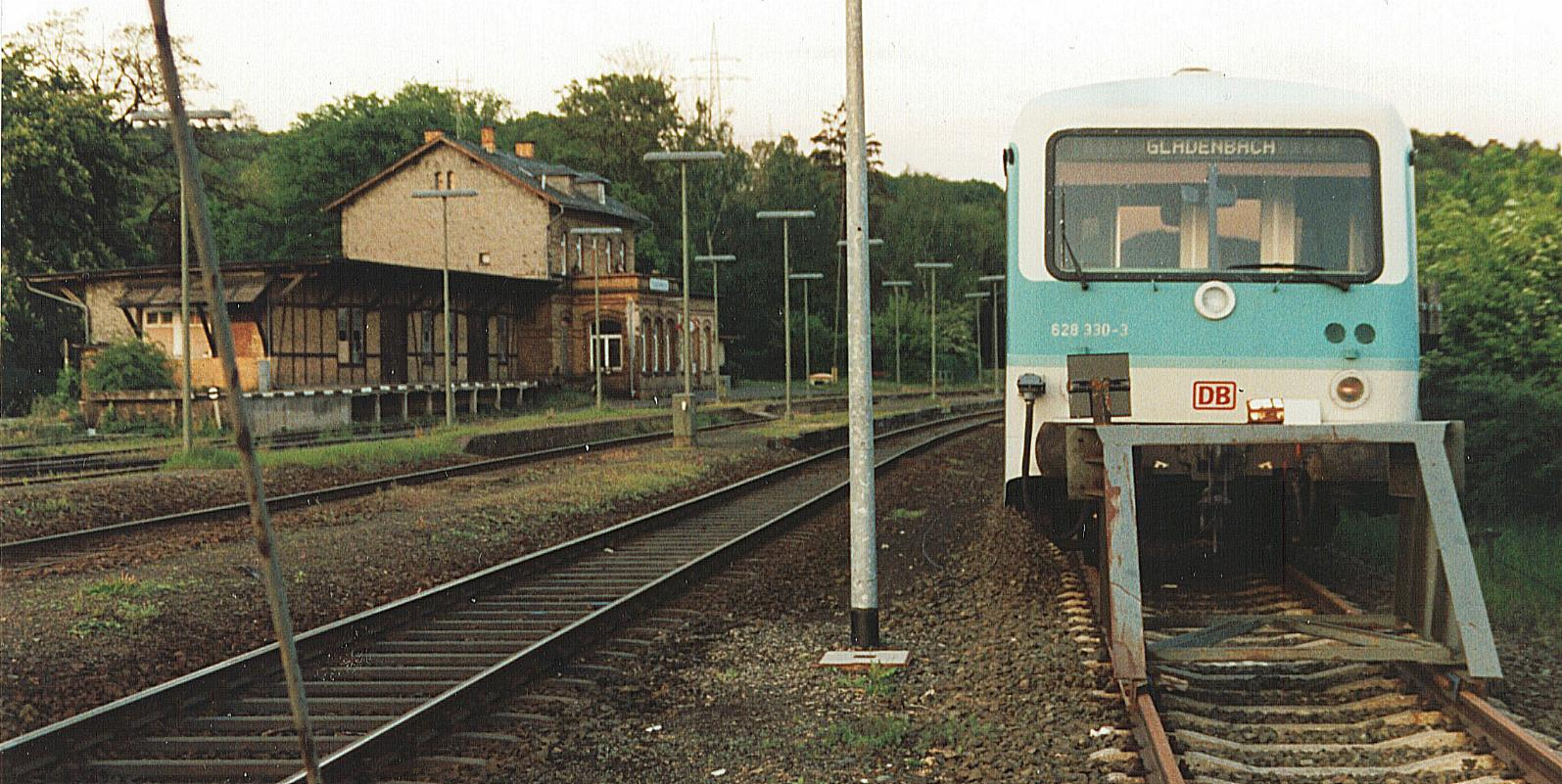
Der Bahnhof Gladenbach im Mai 1995 aus. Links der Güterschuppen, dahinter das Empfangsgebäude. Der Triebwagen steht auf dem zum Stumpfgleis verkürzten Gleis 4.

Die Züge der Aar-Salzböde-Bahn verkehrten in keinem festen Takt. Sie fuhren von Herborn über Hartenrod und Gladenbach nach Niederwalgern, einzelne Züge weiter nach Marburg und zurück, teilweise ohne Zwischenhalte. Auf der Gegenseite war eine Reihe von Zügen nach Dillenburg durchgebunden, in einzelnen Epochen gab es ungewöhnliche Zugläufe, wie z. B. die Durchbindung eines Zugpaares über Herbon hinaus nach Sinn, Wetzlar oder Gießen.
Zum Ende des Bahnbetriebs war das Angebot stark eingeschränkt, an Samstagnachmittagen ab 13.30 Uhr sowie an Sonn- und Feiertagen wurde der Betrieb komplett durch Busse ersetzt.